# Nostalgia

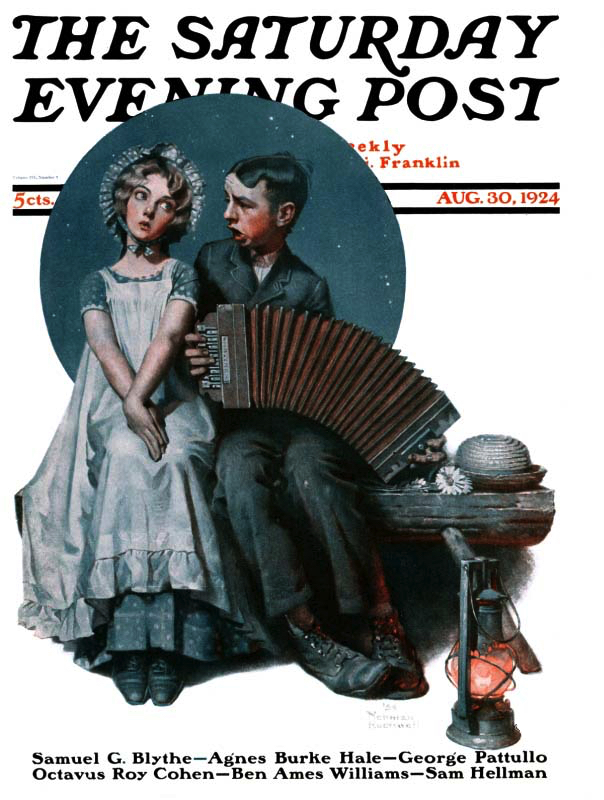
El director de archivos de The Saturday Evening Post dijo que la revista ha sido vista con “una mezcla de nostalgia y afecto”.En la imagen: una portada de Norman Rockwell de agosto de 1924.

La nostalgia (del griego clásico νόστος [nóstos], «regreso», y αλγία [algía], «dolor») es un sentimiento de tristeza mezclado con placer y afecto cuando una persona piensa en tiempos considerados felices del pasado, también descrita como un sentimiento de anhelo por un momento, situación o acontecimiento pasado.
El término «nostalgia» fue acuñado por médicos suizos a finales del siglo XVII, para describir la sensación de añoranza por el hogar que sentían los soldados. Concretamente, fue introducido en 1688 por Johannes Hofer en su Dissertatio Medica de Nostalgia, oder Heimwehe. 
La nostalgia se asocia con un anhelo por el pasado, sus personalidades, posibilidades y eventos, especialmente los «buenos viejos tiempos» o una «infancia cálida». Existe una predisposición, causada por sesgos cognitivos como la retrospección color de rosa , para que las personas vean el pasado de manera más favorable y el futuro de manera más negativa. Cuando se aplica a las propias creencias sobre una sociedad o institución , esto se denomina declinismo , que se ha descrito como «un truco de la mente» y como «una estrategia emocional, algo reconfortante para acurrucarse con cuando el presente parece intolerablemente sombrío».

## Características
Los estudios muestran que muchas personas creen que en años o décadas pasadas las personas estaban mejor de lo que están ahora, con un nivel de vida más alto. Esta creencia es un carácter típico entre los signos del sufrimiento nostálgico. No se refiere a una enfermedad o condición psíquica o mental patológica, sin embargo puede convocar síntomas que son tanto verdaderos como físicos en la naturaleza.
También se describe como la necesidad o aflicción de estar en «otra parte» u «otra condición», de superar la temporalidad y la finitud, de volver a la Ítaca de los orígenes (tal como los aluviones de su etimología griega – nosteo y algeo, «volver a la patria» y «sentir dolor» - lo indican). La nostalgia, aun cuando también identifica en sus límites un sentimiento de pérdida, no se refiere a una vivencia corriente, sino a una difusa, a la vez que persistente y dolorosa, como la que denota la palabra dolor (< lat. pop. dolus < dolere).
El hombre no está satisfecho de ser hombre, pero no sabe hacia qué regresar, ni cómo volver a un estado del que ha perdido todo recuerdo claro. La nostalgia que tiene de él no constituye el fondo de su ser y, a través de ella muchas cosas podrían cambiar, comunica con lo más antiguo que subsiste en él.
Según Mariano Ibérico, la nostalgia mezcla «un sentimiento de encanto ante el recuerdo del objeto ausente o desaparecido para siempre en el tiempo, un sentimiento de dolor ante la asequibilidad de ese objeto, en definitiva un anhelo de retorno que quisiera transponer la enigmática distancia que separa el ayer del hoy y reintegrar el alma en la situación que el tiempo ha abolido».
En el dominio de la ciencia, algunas ciencias físiconaturales muestran rasgos nostálgicos en su objeto de estudio. A diferencia de las ciencias predictivas como la química o la biología molecular, las ciencias postdictivas (paleontología del Cuaternario, prehistoria, etc.) poseen un componente de nostalgia por un pasado remoto que no volverá.

## Factores desencadenantes

### Culturales

#### Música
Escuchar una canción antigua puede traer recuerdos a una persona. Una canción escuchada una vez en un momento específico y no vuelta a oír hasta mucho tiempo después puede generar en quien la escucha una sensación de nostalgia por la fecha recordada y los acontecimientos que ocurrieron entonces. Sin embargo, si se escucha repetidamente a lo largo de la vida, puede perder su asociación con un período o experiencia concretos.

#### Cine
Las películas antiguas pueden despertar nostalgia. Esto es especialmente cierto para las generaciones que crecieron durante épocas cinematográficas específicas, como el renacimiento de la animación en la década de 1990. Volver a ver películas clásicas puede tener un efecto terapéutico, sanando heridas emocionales a través de recuerdos felices de la infancia.

#### Programas de televisión
Los programas de televisión antiguos pueden despertar nostalgia. Las personas tienden a sentirse atraídas por los programas que veían en su infancia, ya que los recuerdos de la juventud suelen ser los más significativos de sus vidas.

#### Videojuegos
Los videojuegos antiguos pueden despertar nostalgia. El retrogaming se ha convertido en una actividad recreativa entre las generaciones mayores que los jugaron cuando eran niños.

### Ambientales

#### Geografía
Ciertos lugares específicos pueden despertar nostalgia. Estos sitios suelen estar vinculados al pasado de una persona, recordándole su infancia, relaciones o logros. Pueden incluir las casas donde creció con su familia, las escuelas a las que asistió con sus amigos o los lugares que frecuentaba para citas o durante su matrimonio.

#### Naturaleza
Factores naturales como el clima y la temperatura pueden despertar nostalgia. Estudios científicos han demostrado que el clima frío hace que las personas se sientan más nostálgicas, mientras que la nostalgia hace que las personas se sientan más cálidas.En algunas sociedades, los elementos de la naturaleza suelen despertar nostalgia por épocas pasadas, cuando la naturaleza tenía un papel más importante en la cultura.El filósofo ambiental Glenn Albrecht acuñó el término solastalgia en su libro de 2003 Solastalgia: a new concept in human health and identity.La palabra proviene del latín sōlācium (consuelo) y del griego ἄλγος (dolor, sufrimiento) para describir una forma de angustia emocional o existencial causada por la destrucción ambiental. La nostalgia se diferencia de la solastalgia porque la nostalgia suele generarse por la separación espacial de lugares o personas importantes (el hogar, la familia, los amigos o los seres queridos), con quienes en principio es posible volver a conectarse. En cambio, en la solastalgia, el dolor suele ser causado por la destrucción ambiental, por lo que la separación entre el sujeto y el objeto es ontológica más que espacial: es permanente e insalvable, y puede experimentarse incluso permaneciendo en el mismo lugar, que ahora está degradado de forma irreversible.

## Ciclo de la nostalgia
Se ha argumentado que existe un ciclo de la nostalgia. Se han propuesto diversas duraciones para este ciclo, incluyendo epiciclos (es decir, nostalgia por el último ciclo de nostalgia).Se ha dicho que, si se aplicara un ciclo de nostalgia de veinte años, la nostalgia por los años 80 habría terminado alrededor de 2010.En 2016, se afirmó que eso no había sucedido y que el ciclo de veinte años no parecía aplicarse.También se ha dicho que, si uno creyera en los ciclos de nostalgia, entonces la popularidad de Mad Men en la década de 2010 implicaría que la nostalgia por los años 60 seguiría un ciclo de cuarenta años.Se ha sostenido que el ciclo de la nostalgia ha sido interrumpido, y por lo tanto ha dejado de existir o ha cambiado su duración, haciéndose más largo o más corto; y se ha argumentado que la televisión por cable y el internet son los responsables de haberlo alterado.También se ha planteado que el ciclo de la nostalgia nunca existió y que la creencia en su existencia se basa en evidencia seleccionada a conveniencia.